# A priori
A priori (lat. za "ono što dolazi prije"; a posteriori za "ono što dolazi poslije") je atribut koji se rabi za zaključivanje ili prihvaćanje nekog stava (ili mišljenja) na osnovi pretpostavke koje iskustveno nije doživljeno i empirijski nije provjereno.

## Vanjske poveznice
- Filozofija.org
- Carrie Jenkins: A Priori Knowledge: Debates and Developments (Pregled)
- o tematici znanje a priori (engl.)